# Фраат V
Фраат V (Фраатак) — царь Парфии, правил в 2 до н. э. — 4 н. э. Из династии Аршакидов. Младший сын Фраата IV, рождённый от его супруги Музы, римской рабыни. Более известен под уменьшительным прозвищем Фраатак.

## Правление

### Взаимоотношения с Римом
Артавазд, посаженный на трон Армении с помощью Рима, не пользовался симпатией со стороны многих своих подданных и, разумеется, парфян. Коалиция этих двух группировок свергла его около 1 года до н. э., Тигран IV и его сестра-жена Эрато вновь получили власть. Если Рим хотел сохранить сферу своего влияния в Армении и престиж на Ближнем Востоке, следовало принимать срочные меры. В тот момент у Августа было немного людей, которым он мог бы поручить справиться с такой ситуацией. Его внук Гай был поставлен во главе войск, посланных восстановить римскую власть.
Когда вести о передвижении Гая достигли Парфии, Фраатак отправил посольство к Августу, чтобы прояснить суть дела и попросить вернуть старших единокровных братьев, отправленных в Римскую империю в качестве заложников. В ответе Рима, адресованном непосредственно «Фраатаку», содержалось требование отказаться от титула царя и уйти из Армении. Парфянин ответил в столь же резкой форме. Встревоженный таким поворотом дел, Тигран Армянский попытался заключить мир с Августом и был отправлен к Гаю с обещанием содействия. Вскоре Тигран погиб, сражаясь с варварами, возможно, на северной границе, а Эрато отреклась от престола.
Когда Гай достиг Евфрата, то Фраатак, возмущенный столь энергичной интервенцией Рима, встретился с ним на острове, в то время как на противоположных берегах выстроились их армии. Позже эти двое обедали сначала на римской стороне, а потом на парфянской, таким образом связывая себя обещаниями добросовестного отношения друг к другу в типично восточной манере. Один римский командир, Веллей Патеркул, молодой трибун при Гае, описывает Фраатака как юношу выдающегося положения. Предложенные условия мира, по-видимому, оказались приемлемыми для римлян, в результате чего стороны пришли к соглашению, что парфянам следует отказаться от всех претензий на Армению, а четыре парфянских царевича должны оставаться в Риме.

### Женитьба Фраата V на собственной матери
Во 2 году н. э. Фраатак и его мать Муза поженились. Этот акт, который привёл в ужас греков и римлян, предполагает возможную связь с теми изменениями, которым в то время подвернулась зороастрийская религия. Обычаи, долгое время практиковавшиеся исключительно магами, теперь были восприняты всем населением Ирана. Среди магов были распространены близкородственные браки.

### События в Армении и подготовка римлян к нападению на Парфию
После встречи с Фраатаком Гай двинулся на север в Армению, где посадил на трон Ариобарзана, сына царя мидийцев Артабаза. Но вскоре вспыхнул мятеж против этого нового римского ставленника, и Гай начал военные действия, направленные на его подавление. Он атаковал крепость Артагиру, которую защищал Аддон — вероятно, сатрап, поставленный парфянским царём. В ходе переговоров 9 сентября 3 года н. э., когда Аддон должен был показать местонахождение клада сокровищ парфянского правителя, он ранил молодого римского военачальника, и хотя римляне захватили этот город, Гай умер в следующем году от последствий ранения. Август мог теперь похвастать тем, что вся Армения была подчинена, а поэты прославляли возвращение Гая. Существуют некоторые указания на то, что эта армянская кампания лишь предваряла нападение на парфян. Говорят, что Гай умер в разгар подготовки к парфянской войне, и Август подумывал о расширении границ империи за пределы Евфрата. Ариобарзан, посаженный Гаем на армянский трон, вскоре умер, и его место занял его сын Артавазд IV.

### Смерть царя
Фраатак недолго находился у власти после своей женитьбы на собственной матери — шага, так и не получившего одобрения со стороны его подданных. В 4 году н. э. он был убит или же изгнан в Сирию, где вскоре умер.
Последние монеты Музы и Фраатака датируются месяцем гиперберетеем 315 года селевкидской эры (август—сентябрь 4 года н. э.).